# Thomas Bergqvist (militär)
Per Anders Thomas Bergqvist, född 9 december 1950 i Helsingborgs Gustav Adolfs församling i Malmöhus län, är en svensk militär.

## Biografi
Thomas Bergqvist avlade gymnasieexamen 1970. Han avlade officersexamen vid Kungliga Krigsskolan 1973 och gjorde trupptjänst vid Skånska luftvärnsregementet. Han gick Allmänna kursen vid Militärhögskolan 1979–1980 och Högre stabskursen vid Militärhögskolan 1987–1989. Han har varit lärare vid Luftvärnets officershögskola och tekniska skola, sektionschef i Högkvarteret och avdelningschef vid staben i Södra militärområdet. Han var biträdande försvarsattaché och flygattaché vid ambassaden i Bryssel 1997–2000, förbindelseofficer i London och Tampa 2002 samt försvarsattaché vid ambassaden i Rom 2005–2008. Bergqvist har graden överste.